# Diclasiopa
Diclasiopa is een vliegengeslacht uit de familie van de oevervliegen (Ephydridae).

## Soorten
- D. frontalis Cresson, 1933
- D. lacteipennis (Loew, 1862)
- D. niveipennis (Becker, 1896)